# فهرست حمله‌های افغانستان در ۲۰۲۱
حمله‌های تروریستی زیادی در افغانستان در سال ۲۰۲۱ رخ داد. سازمان ملل متحد در گزارشی در ۲۶ ژوئیه ۲۰۲۱ نوشت که بیش از ۱۶۰۰ غیرنظامی در سال ۲۰۲۱ در افغانستان کشته شده‌اند. این در مقایسه با دورهٔ مشابه سال گذشته ۴۷ درصد افزایش یافته‌است و همچنین هشدار می‌دهد که تعداد کشته‌ها ممکن است بیشتر افزایش یابد.

## جدول زمانی حمله‌ها
| تاریخ        | مکان                                   | کشته‌ها  | زخمی‌ها | اطلاعات |
| ------------ | -------------------------------------- | ------- | ------ | --- |
| ۱ ژانویه     | درهٔ تیموری، ولایت غور                  | ۲       | ۰      | در حمله‌ای دو نفر، از جمله یک روزنامه‌نگار، در روستای دره تایمور، ولایت غور کشته شدند. |
| ۷ ژانویه     | بند خان آباد، ولایت کندز               | ۶       | ۲      | طالبان در بندخان آباد، ولایت قندوز دست کم ۶ نیروی امنیتی را کشته و ۲ تن دیگر زخمی شدند. |
| ۷ ژانویه     | کابل، ولایت کابل                       | ۲       | ۰      | یک فرد مسلح یک عضو نیروی امنیتی و یک خلبان نیروی هوایی افغانستان را در کابل به ضرب گلوله کشت. |
| ۸ ژانویه     | ولسوالی غوریان، ولایت هرات             | ۴       | ۴      | دست کم ۴ نیروی امنیتی در ولسوالی غوریان ولایت هرات کشته و ۴ تن دیگر زخمی شدند. |
| ۱۸–۱۹ ژانویه | ولایت کندز، ولایت بغلان و ولایت نیمروز | ۴۰+     | چندین  | در درگیری دو روزه با طالبان در ولایت‌های کندز، بغلان و نیمروز افغانستان، بیش از ۴۰ نیروی امنیتی کشته شده‌اند. |
| ۲۰ ژانویه    | هرات                                   | ۳       | ۴      | سه سرباز اردوی ملی افغانستان در حمله افراد مسلح ناشناس به خودروی خود در هرات کشته و چهار تن دیگر زخمی شدند. |
| ۱۵ فوریه     | ولایت بلخ                              | ۳۰      | ناشناس | در پی انفجار در بمب‌گذاری نیروهای مسلح ۳۰ تن از طالبان کشته شدند. |
| ۱۷ فوریه     | ولایت هرات                             | ۲       | ۳      | بر اثر بمب‌گذاری در هرات، افغانستان ۲ پلیس کشته و ۳ نفر زخمی شدند. |
| ۲–۳ مارس     | جلال‌آباد، ولایت ننگرهار                | ۳       | ۱      | سه زن رسانه‌ای در جلال‌آباد به ضرب گلوله کشته شدند. زن چهارم مجروح می‌شود. داعش مسئولیت این حمله را بر عهده گرفته‌است. |
| ۴–۵ مارس     | جلال‌آباد                               | ۸       | ۱      | پس از انفجار بمب متصل به ریکشا، یک پزشک زن در جلال‌آباد کشته و یک کودک زخمی می‌شود. هفت کارگر هزاره در یک کارخانه گچ در منطقه سرخ‌رود، ننگرهار کشته می‌شوند. مظنون است که داعش پشت این حمله‌هاست. |
| ۱۳ مارس      | ولایت هرات                             | ۸       | ۵۰     | بر اثر انفجار خودرو در نزدیکی یک مرکز پلیس در ولایت هرات، ۸ نفر کشته و ۵۰ نفر دیگر زخمی شدند. |
| ۲۷ مارس      | ولایت قندهار                           | ۳       | ۴      | در انفجار خودرویی که مأموران امنیتی را در ولایت قندهار هدف قرار داد، ۳ نفر کشته و ۴ نفر دیگر زخمی شدند. |
| ۲۸ مارس      | ولایت فاریاب                           | ۲       |        | جنگجویان طالبان دو نگهبان امنیتی را در یک بند آبی در فاریاب کشتند. |
| ۲۸ مارس      | ولایت لغمان                            | ۳       |        | در نتیجه انفجار یک بمب کنار جاده ای خودروی پلیس در ولایت لغمان، سه افسر پلیس کشته شدند. |
| ۳۰ مارس      | جلال‌آباد                               | ۳       |        | ۳ زن مراقبت بهداشتی واکسیناسیون فلج اطفال در جلال‌آباد به ضرب گلوله کشته شدند. |
| ۱ آوریل      | جلال‌آباد                               | ۱       | ۰      | یک زن پلیس در جلال‌آباد به ضرب گلوله مهاجمان ناشناس کشته می‌شود. |
| ۴ آوریل      | نزدیکی کابل                            | ۳       | ۱۲     | بر اثر انفجار خودرو در نزدیکی کابل، ۳ پرسنل امنیتی کشته و دوازده تن دیگر زخمی شدند. |
| ۳۰ آوریل     | پل علم، ولایت لوگر                     | ۳۰      | ۹۰     | در انفجار خودرو در نزدیکی مهمانسرا حدود ۳۰ نفر کشته و ۹۰ نفر زخمی شدند. |
| ۸ مه         | کابل                                   | ۸۵      | ۱۵۰    | انفجار یک بمب در نزدیکی یک مدرسه در غرب کابل. این انفجار ۵۵ کشته و ۱۵۰ زخمی برجای گذاشت. |
| ۱۰ مه        | ولایت زابل                             | ۱۱      | ۲۹     | بر اثر انفجار بمب کنار جاده ای در اتوبوس در استان زابل، ۱۱ نفر کشته و ۲۹ نفر زخمی شدند. |
| ۱۰ مه        | ولایت لوگر                             | ۹       | ۶      | ۵ عضو ریاست امنیت ملی، رئیس اداره اقتصاد استان و مدیر شعبه بانک مرکزی در سه حادثه جداگانه کشته شدند که همگی شامل حمله‌های افراد مسلح ناشناس بود. در حادثه چهارم، دو غیرنظامی کشته و ۶ نفر دیگر زخمی شدند که دو گلوله خمپاره به خانه آنها شامگاه یکشنبه اصابت کرد.                                                                                               |
| ۱۱ مه        | ولایت هرات                             | ۳       | ۵      | ملا منان نیازی، معاون گروه جدا شده طالبان به رهبری ملا رسول، پس از هدف قرار دادن مهاجمان منطقه ای که وی در آن زندگی می‌کرد، زخمی شد. نیازی به کما رفت و در این درگیری ۳ نفر از افراد وی کشته و ۴ نفر زخمی شدند. |
| ۱۵ مه        | کابل                                   | ۱۲      | ۱۵     | انفجار یک بمب در داخل مسجد کابل باعث کشته شدن دست کم ۱۲ نفر و زخمی شدن ۱۵ نفر دیگر شد. داعش مسئولیت این حمله را بر عهده گرفت. |
| ۱۹ مه        | ولایت هلمند                            | ۹       | ۳      | بمب به خودروی حامل یک خانواده ۱۲ نفره در جنوب هلمند اصابت کرد. تعدادی از ۹ نفر از اعضای خانواده کشته شده کودک بودند. سه کودک زخمی به بیمارستان ولایت لشکرگاه منتقل شدند. |
| ۱۹ مه        | ولایت غور                              | ۴       | ۰      | انفجار بمب کنار جاده ای، در مرکز ولایت غور، یک موتورسیکلت حامل یک خانواده چهار نفره را نابود کرد که همه آنها کشته شدند. |
| ۱۹ مه        | غرب افغانستان                          | ۳       | ۰      | شبه نظامیان یک اتوبوس را در غرب افغانستان متوقف کردند، به سه نفر دستور دادند که پیاده شوند و آنها را به ضرب گلوله کشتند. سه مرد کشته‌شده هزاره بودند. کسی مسئولیت این حمله را بر عهده نگرفت. دولت، طالبان را مقصر دانست، اما آنها مسئولیت خود را رد کردند. گروه تروریستی داعش مسئولیت حمله‌های پیشین به هزاره‌ها را که اکثراً مسلمان شیعه هستند، بر عهده گرفته‌است. |
| ۲۹ مه        | ولسوالی بگرام، ولایت پروان             | ۴       | ۱۳     | انفجار مینی بوس در ولسوالی بگرام، ولایت پروان در پی اصابت بمب کنار جاده ای رخ داد. در این انفجار دست کم ۴ نفر کشته و ۱۳ نفر دیگر زخمی شدند. |
| ۱ ژوئن       | کابل                                   | ۱۰      | ۱۲     | بمب‌گذاری‌های ژوئن ۲۰۲۱ کابل - در انفجارهای بمب‌گذاری شده ۱۰ نفر کشته و ۱۲ نفر دیگر زخمی شدند. |
| ۹ ژوئن       | ولایت بغلان                            | ۱۰      | ناشناس | ۱۰ پاک‌کننده مین در حین کار در محوطه Halo Trust در ولایت بغلان کشته و ده‌ها تن دیگر زخمی شدند. در حالی که طالبان مسئول این حمله هستند، این گروه مسئولیت را رد کرد و Halo Trust گزارش می‌دهد که شبه نظامیان محلی طالبان در دفاع از معدنچیان و تیراندازی علیه مهاجمان به محل حمله رسیده‌اند.                                                                         |
| ۹ ژوئن       | ولایت بلخ                              | ۱۶      | ۱۱۷    | یک کامیون مملو از مواد منفجره در مقر پلیس در ولایت بلخ منفجر شد و ۱۶ نفر کشته و ۱۱۷ نفر دیگر زخمی شدند. علاوه بر ساختمان منطقه که به‌طور کامل تخریب شد و مقر پلیس که تقریباً تخریب شد، ۱۰ خانه و ۸۰ مغازه در این حمله آسیب دیدند. طالبان مسئولیت این انفجار را بر عهده گرفت.                                                                                     |
| ۱۲ ژوئن      | کابل                                   | ۷       |        | دو انفجار در مقابل مینی بوس‌های حامل غیرنظامیان دست کم ۷ کشته در نزدیکی بیمارستان جناح در غرب کابل به جای گذاشت. |
| ۲۲ ژوئیه     | سپین بولدک، قندهار                     | ۱۰۰–۳۸۰ |        | در جریان تیراندازی طالبان (ادعای دولت افغانستان) در سپین بولدک، قندهار بین ۱۰۰ تا ۳۸۰ نفر کشته شدند. |
| ۳۰ ژوئیه     | هرات                                   | ۱       |        | یک مجتمع سازمان ملل متحد در هرات مورد حمله قرار گرفت و یک مأمور امنیتی کشته شد. |
| ۲۶ اوت       | میدان هوایی کابل                       | ۱۸۵+    | ۲۰۰+   | حمله ۱۴۰۰ میدان هوایی کابل در حین تخلیه از افغانستان به وقوع پیوست که در پی آن بیش از ۴۰۰ نفر کشته و زخمی مسئولیت این حمله را دولت اسلامی عراق و شام – ولایت خراسان بر عهده گرفت. |